# دیوید کارنز
دیوید کارنز (به انگلیسی: David K. Karnes) سناتور سابق عضو حزب جمهوری‌خواه ایالات متحده آمریکا بود. وی در سال ۱۹۸۷ تا ۱۹۸۹ میلادی سناتور ایالت نبراسکا در سنای ایالات متحده آمریکا بود.